# 汤米·阿特金斯
汤米·阿特金斯（英語：Tommy Atkins）（常用仅汤米）是用来泛指一名普通英国陆军士兵的俚语。虽然这一称呼在19世纪已形成，但它尤其与第一次世界大战相联系。它可用于指代，或者一种对话时的直接称呼。德国士兵如果想和英国士兵对话，就会向三不管地帶（交战双方之间的区域）大喊“汤米”。法军和英联邦军队也会把英军称作“汤米们”（Tommies）。现在，汤米·阿特金斯一词已较少被使用，尽管“汤姆”（Tom）这个名字还会偶尔提到，常指伞兵。